# Машовец, Василий Иванович
Василий Иванович Машовец — советский хозяйственный, государственный и политический деятель.

## Биография
Родился в 1917 году в селе Валерьяновка. Член КПСС.
Участник Великой Отечественной войны. С 1946 года — на хозяйственной, общественной и политической работе. В 1946—1982 гг. — секретарь парткома Ленинградского морского торгового порта, председатель Кировского райисполкома города Ленинграда, председатель Леноблплана, заместитель, первый заместитель председателя Ленинградского облисполкома, первый заместитель председателя Ленинградского горисполкома — председатель Ленгорплана.
Избирался депутатом Верховного Совета РСФСР 10-го созыва. Делегат XXII съезда КПСС.
За разработку и внедрение территориальной системы комплексного экономического и социального планирования развития городов Москвы, Ленинграда и Ленинградской области был в составе коллектива удостоен Государственной премии СССР в области науки и техники 1980 года.
Умер после 1985 года.